# Дандель, Эльвин
Эльвин Дандель (нем. Elvin Dandel, р. 23 декабря 1981 года в Мюнхене, Германия) — немецкий актёр и певец. Чтобы стать певцом, Элвин 12 лет обучался игре на фортепиано, 4 года учился пению, 3 года обучался ораторскому искусству. Как певец участвовал на различных фестивалях песни. Как актёр особенно известен по фильмам «Возвращение живых мертвецов 4: Некрополис» и «Всадник без головы», где он играл ведущие роли.

## Биография
Музыкант живёт в Мюнхене с раннего детства. Он родился в семье музыкантов, приехавших в Мюнхен из Трансильвании. Вот уже несколько лет Элвин пишет и продюсирует свои песни. Благодаря своему стремлению экспериментировать со звуками, Эльвин нашёл единственный в своём роде музыкальный стиль, совместив поп, рок и соул. С пяти лет артист играет на фортепьяно и уже тогда участвовал на различных фортепьянных конкурсах, таких как «Jugend musiziert», где он не мог не произвести впечатление на поклонников Дебюсси, Моцарта и Бахa. Позднее он обнаружил в себе страсть к игре на гитаре и ударных инструментах. Для него классическая музыка является ценной основой, но с тех пор как он был подростком, его истинной страстью стала рок-музыка. Уже в ранние годы Эльвин был замечен известным немецким исполнителем. С тринадцати лет артист успешно участвовал на различных музыкальных фестивалях по всему миру, а в 1999 году со своим синглом «Heaven» стал национальным финалистом Евровидения. В 2004 году Эльвин был финалистом премии MTV как автор песен. Руководствуясь этим опытом стало очевидно, что музыка станет его большой страстью, но на этот раз со своими песнями, что дало ему полную свободу для творчества. Во время учёбы в Мюнхенском университете Эльвин провёл много дней и ночей в поисках своего собственного стиля музыки. В тот период уже были написаны многие песни его первого альбома, который вышел в 2010 году под названием «Living on a surrogate». После выхода альбома Эльвин подобрал творческий коллектив трёх из молодых музыкантов, чтобы чаще давать концерты. Таким образом началось создание нового альбома с немецкими текстами. Второй альбом Эльвина Данделя будет презентован 25 мая 2012 года.

## Фильмография
- 1998 — «Эльс - История страстной женщины» (Else)
- 2004 — «Возвращение живых мертвецов: Некрополис» (Return of the living dead: Necropolis)
- 2005 — «Король вечеринок 2» (Van Wilder II)
- 2005 — «Ложная истина» (True true lie)
- 2007 — «Услуги преисподней стоят дорого 2: Вендетта» (Pumpkinhead: Blood Feud)
- 2007 — «Всадник без головы» (Headless Horseman)

## Музыкальные фестивали и премии
- 1995 — премия на полуночном фестивале в Лахти, Финляндия
- 1995 — специальная премия в Каире, Египет
- 1996 — участник праздничной демонстрации Международного Фестиваля Музыки и Культуры в Турции
- 1996 — участник Золотого мужского Международного фестиваля песни в Румынии
- 1999 — национальный финалист на Соревновании Песни Евровидения
- 2001 — участник Международного фестиваля Кальятис в Румынии
- 2001 — обладатель Музыкальной премии в Мюнхене как певец и автор слов
- 2002 — участник Международного фестиваля песни Золотой Магнолии в Луизиане, США
- 2002 — победитель национального интернет-соревнования в Германии
- 2004 — финалист премии MTV как автор песен
- 2007 — участник проходившего на открытом воздухе шоу в Люксембурге
- 2008 — участник Золотого Международного Фестиваля Песни в Румынии